# Ethusa tenuipes
Ethusa tenuipes is een krabbensoort uit de familie van de Ethusidae. De wetenschappelijke naam van de soort is voor het eerst geldig gepubliceerd in 1897 door Rathbun.